# Hannah Roberts
Hannah Roberts (* 10. August 2001 in South Bend, Indiana) ist eine US-amerikanische BMX-Radsportlerin. Mit sechs Weltmeistertiteln und sechs Weltcup-Gesamtsiegen gehört sie zu den erfolgreichsten Athletinnen im Freestyle und gewann 2021 bei der Olympiapremiere der Disziplin die Silbermedaille.

## Werdegang
Roberts wuchs in Buchanan im südwestlichen Michigan auf. In ihrer Kindheit begann sie motiviert durch die Erfolge ihres Cousins Brett Banasiewicz mit BMX-Freestyle. Der von Banasiewicz gegründete BMX-Skatepark in South Bend, Indiana, diente Roberts als Trainingsstätte. Mit zehn Jahren brach sie sich bei einem Sturz von einer Rampe einen Brustwirbel. Nachdem sie sich von der Verletzung erholt hatte, trat sie im November 2012 zu ihrem ersten Wettkampf an. In der jungen Freestyle-Disziplin – in der Roberts anfänglich mangels eigener Mädchenwettbewerbe mit Jungen konkurrierte – stieg sie in ihren Jugendjahren in die Weltspitze auf: 2016 gewann sie vier der fünf Läufe sowie die Gesamtwertung im erstmals ausgetragenen UCI-BMX-Freestyle-Weltcup. 2017 gewann sie bei den erstmals ausgetragenen Urban-Cycling-Weltmeisterschaften in Chengdu die Goldmedaille und entschied zudem drei Wettkämpfe sowie die Gesamtwertung im Weltcup für sich.
Zu einer von Roberts’ stärksten Konkurrentinnen entwickelte sich ihre Teamkollegin Perris Benegas, die sie 2018 bei den Weltmeisterschaften schlug. Roberts und Benegas trainierten ab 2019 gemeinsam in Holly Springs, North Carolina, wohin Roberts für die Vorbereitung auf die Olympischen Spiele 2020 gezogen war. Im Sommer 2019 übernahm Ryan Nyquist als Nationaltrainer die Betreuung von Roberts und dem gesamten US-Freestyle-Team.
Nach der WM-Niederlage 2018 konnte sich Roberts wieder als stärkste Fahrerin weltweit etablieren. 2018 und 2019 gewann sie die Weltcupwertung, 2019 einen weiteren Weltmeistertitel. Dabei landete sie als erste Frau in einem Wettbewerb einen 360 Tailwhip. 2019 gewann sie bei den erstmals ausgetragenen Panamerika-Meisterschaften im BMX-Freestyle ebenso wie bei der Erstausgabe der World Urban Games in Budapest. Bei der wegen der COVID-19-Pandemie auf 2021 verschobenen olympischen Premiere von BMX-Freestyle musste sie sich der Britin Charlotte Worthington geschlagen geben. Roberts hatte das Klassement nach dem ersten von zwei Finalläufen mit einer Wertung von 96,10 Punkten angeführt, wurde aber im abschließenden Lauf von Worthington mit 97,50 Punkten übertroffen.
Nach den Olympischen Spielen gewann Roberts von 2021 bis 2023 dreimal in Folge die Weltmeisterschaften. Zudem holte sie 2023 die Goldmedaille bei den Panamerikanischen Spielen in Santiago de Chile und verteidigte damit ihren 2019 errungenen Titel. In der Olympischen Qualifikationsserie 2024 kam sie hinter der starken chinesischen Konkurrenz in der ersten Runde auf den vierten Platz, konnte die Serie aber mit einem Sieg in der zweiten Runde noch für sich entscheiden und sich so direkt einen Platz im olympischen Freestyle-Wettkampf sichern. Dort stürzte sie im Finale bei beiden Versuchen und kam auf einen für sie enttäuschenden achten Rang. Sie schloss das Jahr bei den Urban-Cycling-Weltmeisterschaften 2024 mit einem sechsten Weltmeistertitel ab.

## Privates
Anfang 2021 heiratete Roberts ihre Lebensgefährtin. Das Paar lebt gemeinsam in North Carolina. Seit April 2021 wird Roberts von der US-Milchwirtschaft im Rahmen der Got Milk?-Kampagne gesponsert.

## Erfolge
2016
- vier Weltcup-Erfolge und Gesamtwertung UCI-BMX-Freestyle-Weltcup

2017
- Weltmeisterin – BMX-Freestyle Park
- drei Weltcup-Erfolge und Gesamtwertung UCI-BMX-Freestyle-Weltcup

2018
- Weltmeisterschaften – BMX-Freestyle Park
- zwei Weltcup-Erfolge und Gesamtwertung UCI-BMX-Freestyle-Weltcup

2019
- Weltmeisterin – BMX-Freestyle Park
- Panamerika-Meisterin – BMX-Freestyle Park
- Panamerikanische Spiele – BMX-Freestyle Park

 World Urban Games
- US-Meisterin – BMX-Freestyle Park
- drei Weltcup-Erfolge und Gesamtwertung UCI-BMX-Freestyle-Weltcup

2021
- Weltmeisterin – BMX-Freestyle Park
- Olympische Spiele – BMX-Freestyle

2022
- Weltmeisterin – BMX-Freestyle Park
- ein Weltcup-Erfolg und Gesamtwertung UCI-BMX-Freestyle-Weltcup

2023
- Weltmeisterin – BMX-Freestyle Park
- Panamerikanische Spiele – BMX-Freestyle Park
- ein Weltcup-Erfolg und Gesamtwertung UCI-BMX-Freestyle-Weltcup

2024
- ein Weltcup-Erfolg
- Gesamtwertung und ein Sieg olympische Qualifikationsserie
- Weltmeisterin – BMX-Freestyle Park